# Касарелюш
Касарелюш (порт. Caçarelhos; МФА: [kɐ.sɐ.ˈɾɐ.ʎuʃ]) — парафія в Португалії, у муніципалітеті Віміозу. Розташована в північно-східній частині країни, на теренах історичної португальської провінції Трансмонтана. Входить до складу округу Браганса. За адміністративним поділом, чинним до 1976 року, терени парафії були складовою провінції Трансмонтана і Верхнє Дору. Належить до Брагансько-Мірандської діоцезії Католицької церкви. Патрон — святий Петро. Площа — 30,9767 км². Населення — 219 ос. (2011). Слабо урбанізований регіон. Густота населення — 7,07 осіб/км²
. Код — 041105.

## Населення
| Кількість мешканців | Кількість мешканців | Кількість мешканців | Кількість мешканців | Кількість мешканців | Кількість мешканців | Кількість мешканців | Кількість мешканців | Кількість мешканців | Кількість мешканців | Кількість мешканців | Кількість мешканців | Кількість мешканців | Кількість мешканців | Кількість мешканців |
| ------------------- | ------------------- | ------------------- | ------------------- | ------------------- | ------------------- | ------------------- | ------------------- | ------------------- | ------------------- | ------------------- | ------------------- | ------------------- | ------------------- | ------------------- |
| 1864                | 1878                | 1890                | 1900                | 1911                | 1920                | 1930                | 1940                | 1950                | 1960                | 1970                | 1981                | 1991                | 2001                | 2011                |
| 584                 | 662                 | 656                 | 738                 | 738                 | 679                 | 683                 | 730                 | 826                 | 716                 | 511                 | 432                 | 353                 | 271                 | 219                 |